# Jaseniwka
Jaseniwka, (ukr. Ясенівка, dawniej Сказинці, hist. pol. Skazińce) – wieś w rejonie jarmolińskim obwodu chmielnickiego.
Jej właścicielem był Adam Mikołaj Sieniawski (zm. 1726), który w testamencie zapisał ją w dożywocie stolnikowi wiskiemu Rostwoskiemu.

## Dwór
- parterowy dwór kryty dachem dwuspadowym wybudowany w 1760 r. przez Franciszka Markowskiego (1727-1806) był jednym z najstarszych na Podolu. Zbiory zgromadzone w dworze uległy zniszczeniu w 1917 r.[4] Od frontu portyk z czterema kolumnami podtrzymującymi trójkątny fronton. Na końcu skrzydeł budynki z dachami skierowanymi szczytami do frontu[5].

Spalono prześliczną Korytnę Kosseckich, drogą mi jak dom rodzinny, a pełną pamiątek i skarbów, jak stara szkatułka zapachu. Zniszczono - rywalizujące z nią co do bogactwa i cenności zbiorów - Skazińce, niebywale piękne Malinicze, Bujwołowce, Knyszyńce.